# Monreal del Llano
Monreal del Llano är en kommun i Spanien.   Den ligger i provinsen Provincia de Cuenca och regionen Kastilien-La Mancha, i den centrala delen av landet, 120 km sydost om huvudstaden Madrid.